# باشگاه فوتبال نومه کالیو
باشگاه فوتبال نومه کالیو (به استونیایی: JK Nõmme Kalju) باشگاهی در شهر تالین، استونی است.
این باشگاه ابتدا در سال ۱۹۲۳ میلادی تأسیس شده اما پس از مدتی غیرفعال بودن مجدداً در سال ۱۹۹۷ میلادی فعالیت آن از سر گرفته شده است.

## افتخارات
- لیگ برتر فوتبال استونی: (۱)
  - قهرمان ۲۰۱۲[۳]
  - نایب قهرمان: ۲۰۱۳